# ICI Radio-Canada Télé

Logo del 1992 al 2012

ICI Radio-Canada Télé (traduït al francès, AQUÍ Ràdio-Canadà Televisió) i antigament Télévision de Radio-Canada és una xarxa pública de televisions canadenques de parla francesa, propietat de la Société Radio-Canada. Emet la seva graella televisiva per a tot Canadà, però degut a la concentració de francòfons de manera majoritària a Quebec, els programes es realitzen a Quebec mateix. Four creada l'any 1952 sota el nom d'CBFT-TV Montéral, amb programes de televisió en francès i anglès. Dos dies més tard s'emet un altre canal a Toronto i així fins a l'octubre del 1953. S'hauria de recordar, per tal d'entendre la història d'aquesta xarxa de canals, que el Canadà és un país amb estats, és a dir, és un país federal. Això fa que els canals de televisió convencionals siguin derivats en diferents canals que poden veure's amb la mateixa programació en segons quins estats i sota noms diferents, segons pugui conveni a les anomenades "xarxes de televisió". És el que se'n diu, sistema canadenc de televisió. L'any 1954 degut a les crítiques creixent per la cohabitació al canal de programes en llengua francesa i anglesa, es decideix que el canal emeti només en aquesta primera llengua. L'any 1966 el canal de televisió pot veure's per primer cop en color, però s'haurà d'esperar fins al 1974 per veure'n finalment la integritat en color.